# Carla Rust
Carla Rust (* 15. September 1908 in Burgdamm (heute zu Bremen); † 27. Dezember 1977 in Bad Hindelang) war eine deutsche Schauspielerin.

## Leben

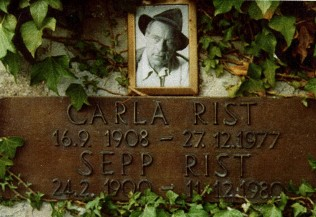
Grabstätte von Carla Rust

Sie gab ihr Debüt 1928 am Stadttheater Mainz. 1930 erhielt sie ein Engagement am Schauspielhaus Nürnberg, wo sie bis 1933 arbeitete. Nach einem Zwischenspiel in Dresden agierte sie ab 1935 am Theater am Schiffbauerdamm in Berlin.
Im selben Jahr erhielt die blonde Schauspielerin ihre erste Filmrolle. Sie war Partnerin von Luis Trenker in Liebesbriefe aus dem Engadin und von Beniamino Gigli in Dir gehört mein Herz (jeweils 1938). Mit ihrem Ehemann, dem Schauspieler Sepp Rist, stand sie 1940 im Mittelpunkt der Filmkomödie Der rettende Engel. Mehrmals zusammen mit Rist wurde sie vornehmlich in alpenländischer Umgebung eingesetzt, kam aber in späteren Jahren nur noch in recht kleinen Nebenrollen zum Zuge. Sie stand 1944 in der Gottbegnadeten-Liste des Reichsministeriums für Volksaufklärung und Propaganda.
Sie ruht auf dem Friedhof in Bad Hindelang, neben ihrem Gatten (Grab bereits aufgelassen, Gedenktafel an der Mauer).

## Filmografie
- 1935: Nur nicht weich werden, Susanne!
- 1936: Ein Lied klagt an
- 1936: Der lachende Dritte
- 1936: Das schöne Fräulein Schragg
- 1936: Wie der Hase läuft
- 1937: Madame Bovary
- 1937: Revolutionshochzeit
- 1937: Das große Abenteuer
- 1937: Der Lachdoktor
- 1937: Frau Sylvelin
- 1938: Es leuchten die Sterne
- 1938: Liebesbriefe aus dem Engadin
- 1938: Liebelei und Liebe
- 1938: Dir gehört mein Herz
- 1939: Robert und Bertram
- 1940: Der rettende Engel
- 1941: Sein Sohn
- 1942: Weiße Wäsche
- 1942: Die Jungfrau vom Bischofsberg
- 1942: Himmel, wir erben ein Schloß!
- 1943: Der Verteidiger hat das Wort
- 1944: Ein fröhliches Haus
- 1954: Die schöne Müllerin
- 1955: Oberarzt Dr. Solm
- 1956: Johannisnacht
- 1956: Die Magd von Heiligenblut
- 1956: Der Adler vom Velsatal
- 1956: Heute heiratet mein Mann